# Quique Villalobos
Enrique Villalobos Brassart (nacido el 20 de noviembre de 1965 en Madrid, España), es un exjugador de baloncesto español. Jugaba en la posición de escolta, con una estatura de 1,94 cm.
Para muchos es considerado el primer jugador español capaz de realizar mates de grandísima espectacularidad, solo comparables a los que podían hacer los grandes "matadores" de la NBA, fue en este sentido el precursor de un estilo de mate poderoso y de repertorio variado, que hasta entonces sólo existía en la NBA y en contados de los mejores jugadores extranjeros de la ACB.

## Trayectoria
Quique Villalobos se formó en las categorías inferiores del Canoe, donde jugó en su primer equipo en la temporada 1985-86 en 1ª B. Al año siguiente ficha por el Caja de Ronda, que se había fijado en sus grandes cualidades físicas: Tenía un salto portentoso pues había practicado durante algún tiempo atletismo. Tras un año en la ACB, el Caja Ronda desciende y Villalobos vuelve a jugar en 1ª B.
Al año siguiente es contratado por el Caja Madrid con el que sigue jugando en la misma categoría. Tras dos años en este equipo, el Real Madrid se fija en él y adquiere sus servicios. Llega a un gran Real Madrid, que acaba de fichar a Dražen Petrović, con el que haría gran amistad; la presencia de Chechu Biriukov en la plantilla en su mismo puesto le hace complicado jugar. Sin embargo, Villalobos aprovecha los minutos que tiene y puede ayudar al equipo a ganar la copa del Rey y la Recopa de Europa.
Su notable actuación llama la atención del seleccionador nacional, Antonio Díaz Miguel, que le convoca para jugar el Europeo; Villalobos destaca por su defensa, sus triples y sus mates pese a que la actuación del equipo nacional no es muy brillante. Aunque todo apunta a un prometedor futuro, este sería el punto culminante de su carrera: Al año siguiente las lesiones le impiden que continúe con su progresión.
El Real Madrid vive momentos difíciles primero con la marcha de Petrovic a la NBA y luego con el fallecimiento de Fernando Martín, lo que le lleva a un periodo de crisis, que afecta a toda la plantilla. En 1990 lo más destacado del club es el subcampeonato de la Recopa contra la Knor de Bolonia. Al año siguiente la situación del club parece mejorar con las nuevas incorporaciones; sin embargo pierde la final de la copa del Rey en el último segundo y, en la prórroga, la final de la copa Korack frente al Cantú; como colofón, el Taugrés Basconia le elimina prematuramente en los play-off de la liga.
La temporada 91-92, sería la última de Villalobos en el Real Madrid, sin contar demasiado ya para el equipo, participa en la victoria de la Recopa de Europa y en el subcampeonato de liga.
La temporada siguiente Villalobos jugaría en dos equipos: primero en el Tau Baskonia, que le ficha por tres meses y posteriormente en el Juver Murcia, donde sustituyó al lesionado Santi Abad. Por último, recala en el Andorra, donde coincide con otros ilustres veteranos como los hermanos Llorente y que durante un par de años al menos hacen del equipo del principado un equipo puntero; sin embargo, el tercer año en Andorra las cosas no empiezan bien y el equipo termina bajando a la LEB, categoría en la que Quique Villalobos sigue jugando el año siguiente.
Un año más tarde, y ya comenzada ya la temporada, es fichado por el Covirán de Granada, equipo con el que jugaría su último año en la ACB. Al año siguiente ficha por el equipo francés del Cholet y con ellos se adjudica la Copa de Francia, poniendo así cierre a su carrera deportiva.
En la actualidad es frecuente verle disputar partidos con el equipo de veteranos del Real Madrid, junto a figuras como Juan Antonio Corbalán. También ha comenzado a realizar labores como agente de diversos jugadores profesionales.
En el año 2011 un grupo musical llamado Anicet Lavodrama le dedica una canción, en la que repasa su trayectoria deportiva

## Equipos
- 1983-84 Canoe
- 1984-85 Caja Ronda
- 1985-88 CD Cajamadrid
- 1988-92 Real Madrid de Baloncesto
- 1992-93 Taugrés Vitoria
- 1992-93 CB Murcia
- 1993-97 Festina Andorra
- 1997-98 CB Granada
- 1998-99 Cholet Basket
- 1999-00 Olympique d'Antibes

## Palmarés
- Campeón de la Copa del Rey con el Real Madrid en el año 1989.
- Campeón de la Copa de Francia con el Cholet Basket en la temporada 1998-99.
- 2 Recopas de Europa:  1989 y 1992.
- Medalla de Bronce con la Selección Nacional Promesas en la Universiada de Zagreb-87.